# Sim Sang-jung
Sim Sang-jung, née le 20 février 1959 à Paju (Corée du Sud), est une femme politique sud-coréenne, députée entre 2004 et 2008 et depuis 2012.
Elle est présidente du Parti de la justice de 2015 à 2017 et de 2019 à 2020.

## Biographie
A l'âge de 21 ans, elle est renvoyée de l'usine de vidéocassettes où elle travaillait pour avoir organisé un mouvement des travailleurs demandant une augmentation des salaires et une amélioration des repas. Elle est à l'origine de plusieurs grèves et finit recherchée par la junte militaire.
Elle révèle en 2013 des documents détaillant la gestion des ressources humaines de Samsung (baisse de rémunération des salariés syndiqués, enquêtes sur leur vie privée, intimidation, etc). Ces documents aboutissent en 2019 à la condamnation d'une trentaine de cadres de l'entreprise.
Candidate à l’élection présidentielle de 2017, elle entend défendre les revendications des travailleurs, plaide pour une péninsule coréenne dénucléarisée et s'oppose au déploiement du dispositif militaire THAAD en Corée du Sud. Sur les questions de société, elle défend les droits des personnes LGBT.